# Ostpreußische Landgesellschaft
Die Ostpreußische Landgesellschaft wurde zu Beginn des 20. Jahrhunderts als Körperschaft des öffentlichen Rechts in Königsberg i. Pr. gegründet. Sie sollte der Landflucht begegnen, die neben der Strukturschwäche und den ungeschützten Grenzen zu den zentralen Problemen Ostpreußens gehörte. 

## Bedeutung
Seit 1840 hatte Ostpreußen 739.000 Menschen an die Industrie abgegeben. Nur der kleinste Teil von ihnen war in den Industriebetrieben des Deutschen Ostens – in den Schichau-Werken oder in den Zellulosewerken von Königsberg, Tilsit und Ragnit – an einen Arbeitsplatz gekommen. Die meisten Abwanderer waren nachgeborene Bauernsöhne. Nach der Deutschen Reichsgründung 1871 verschärfte sich die Landflucht in Ostpreußen; denn durch die Industrialisierung boten sich der armen Landbevölkerung verlockende Perspektiven im Westen des Reiches.
Von Preußen gefördert, sollte die Ostpreußische Landgesellschaft auch den nachgeborenen Söhnen der Bauern einen eigenen Hof zu ermöglichen. In der ganzen Provinz wurde die innere Siedlung durch die Landgesellschaft aufs stärkste gefördert. Vor dem Ersten Weltkrieg richtete sie auf 35.000 ha ehemaligen Großgrundbesitzes 1.600 Siedlerstellen ein. Es waren überwiegend bäuerliche Wirtschaften von 15–20 ha, aber auch Handwerker- und Arbeitersiedlungen von 1–2 ha. Die Entschuldung des Altbesitzes wurde durch das Besitzfestigungsgesetz, vornehmlich im Regierungsbezirk Allenstein gefördert. Auch genossenschaftliche Zusammenschlüsse wirkten mit, die ost- und westpreußische Landwirtschaft zu kräftigen. Die Siedlung, gefördert durch die Landgesellschaft und die staatlichen Kulturämter, schuf von 1919 bis 1930, also in zwölf Jahren, 7.820 neue Stellen auf 94.000 ha. In mehr als der doppelten Zeit war seit 1891 nur etwas über die Hälfte davon geleistet worden.
Generaldirektor der Ostpreußischen Landgesellschaft war der Regierungsrat a. D. Arthur Gramberg († 1917). Wilhelm Freiherr von Gayl war von 1909 bis 1932 (Preußenschlag) Direktor. Als gemeinnützige provinzielle Siedlungsgesellschaft war sie in der Zeit des Nationalsozialismus von 1933 bis 1942 eine Gesellschaft mit beschränkter Haftung (Deutschland).